# Animal Crossing: Wild World
Animal Crossing: Wild World — відеогра, соціальна гра-симулятор 2005 року, розроблена та опублікована Nintendo для портативної ігрової консолі Nintendo DS. Вона була випущена в Японії в листопаді 2005 року, в Північній Америці та Австралії в грудні 2005 року, а в Європі в березні 2006 року. Це друга частина в серії Animal Crossing і продовження Animal Crossing на GameCube.
Wild World зосереджується на житті у віддаленому селі, населеному антропоморфними тваринами, де персонажа гравця заохочують виконувати низку завдань, таких як збір і садівництво. Як і всі ігри Animal Crossing, гра синхронізується з годинником і календарем консолі, що дозволяє грати в гру в режимі реального часу, що впливає на виникнення подій у грі на основі поточного часу доби або сезону. Wild World використовував Nintendo Wi-Fi Connection, що дозволяло гравцям подорожувати та відвідувати села інших гравців через онлайн-гру, доки послугу не було закрито в травні 2014 року.
Гра отримала позитивні відгуки після випуску, отримавши загальну оцінку 86/100 на Metacritic і GameRankings. Wild World є дев'ятою грою-бестселером на Nintendo DS з 11,75 мільйонами копій, проданих у всьому світі станом на 31 березня 2016 року. Вона була додатково перевипущена на Wii U Virtual Console у жовтні 2016 року.

## Геймплей

Гравець вирушає на риболовлю вдень.

Як і всі ігри серії Animal Crossing, Wild World — це відкрита гра, у якій гравець бере на себе роль людини, яка переїхала в село, населене антропоморфними тваринами. Протягом часу, проведеного в селі, гравець може виконувати ряд різноманітних дій, наприклад збирати предмети, рибу та комах або спілкуватися з жителями села. Гра синхронізована з годинником і календарем Nintendo DS, що дозволяє грати в гру в реальному часі. Наприклад, залежно від поточної години в селі буде і день, і ніч, а в холодні місяці випадатиме сніг. У певну пору року відбуваються різні події, наприклад свята та зміна колекційної фауни залежно від місяця чи сезону.
Wild World відрізняється високим рівнем налаштування. Зовнішній вигляд персонажа гравця можна змінювати відповідно до вподобань гравця: його можна одягати з великого вибору доступного одягу та аксесуарів, або гравці можуть створювати нові зразки одягу з нуля за допомогою сестер Ейбл, сільських кравчинь. Саме середовище можна змінювати: дерева можна вирощувати або рубати в будь-якій частині села, а гравці ділять будинок, який можна обставити зібраними меблями та предметами. Wild World додає можливість малювати сузір'я, які видно на нічному небі.
Wild World різними способами використовує подвійні екрани Nintendo DS. Гра дозволяє гравцям взаємодіяти за допомогою сенсорного екрана системи та стилуса, який використовується для керування інвентарем гравців, написання повідомлень, малювання дизайну одягу або керування персонажем. На відміну від попередньої ітерації, яка використовувала перспективу зверху вниз, Wild World дозволяє одночасно бачити землю і небо на кожному з екранів, що дозволяє гравцям переглядати події, що відбуваються в небі, без необхідності змінювати перспективи. Це робиться за допомогою ефекту «колоди, яка катиться», коли місцевість ніби згинається та котиться під ногами гравця під час подорожі селом.

### Підключення онлайн
Wild World була першою грою в серії Animal Crossing, яка передбачала онлайн-ігри, і була другою грою на DS, яка використовувала вже неіснуюче підключення Nintendo Wi-Fi, за допомогою якого гравці могли відвідувати інші села. Оскільки перед відвідуванням гравці повинні були обмінятися та зареєструвати коди друзів, зв'язок із випадковими селами був неможливий. До чотирьох систем DS можуть досліджувати одне село одночасно. Nintendo Wi-Fi Connection можна використовувати для обміну предметами та спеціально розробленими шаблонами між гравцями, а також для отримання ексклюзивних подарунків від Nintendo під час підключення.
Wild World сумісний із наступником Wii, Animal Crossing: City Folk. Гравці можуть перенести свого гравця з Wild World в City Folk через бездротове з'єднання між двома консолями.
З 20 травня 2014 року онлайн-функції, які пропонуються через Nintendo Wi-Fi Connection, більше не доступні. Припинені послуги включають онлайн-ігри, пошук партнерів і таблиці лідерів, на які впливають Animal Crossing: Wild World, а також багато інших онлайн-ігор DS і Wii.

## Розробка
Гру було анонсовано на E3 2004 під умовною назвою Animal Crossing DS, де було показано, що вона використовує сенсорний екран Nintendo DS і реалізує можливості для кількох гравців. Коли розпочалася розробка Animal Crossing: Wild World, було вирішено, що нічого не буде залежати від регіону, щоб полегшити локалізацію гри. Таким чином, певні події, які спочатку спостерігалися в Animal Crossing, наприклад ті, що базуються на Хелловіні, Різдво та японському фестивалі Милування квітами, не спостерігаються в Wild World. Це правило було застосовано до різних риб і комах, які гравець може зібрати.

### Технічні питання
26 січня 2006 року кільком гравцям, підключеним до Nintendo Wi-Fi Connection, було надіслано порожній лист, який містив збій під назвою «Red Tulips», який міг пошкодити збережені дані гри. Якщо покласти предмет на підлогу в будинку гравця, він створить невидиму й незмивну «стіну», яка зробить місце, де він був розташований, марним. Nintendo випустила офіційну заяву щодо збою, повідомивши гравцям, що помилка не була спричинена хакерами, а сталася через внутрішню помилку інструменту завантаження, який використовується для надсилання ексклюзивних подарунків гравцям, і рекомендувала користувачам, які отримали лист, видаляти його щоразу, як настане можливисть.
У 2008 році журналістам, яким надіслали копії Animal Crossing: City Folk для перевірки, також надіслали копії Wild World, які містили існуючі дані збереження, щоб продемонструвати здатність гри переносити інвентар гравця з Wild World до City Folk. 3 грудня було повідомлено, що один із персонажів тварин у модифікованих копіях Wild World мав налаштовану крилату фразу «Ñiggá». Відредагована образа не була виявлена системою виявлення ненормативної лексики гри, яка не дозволяє гравцям налаштувати діалог персонажа на будь-що, що вважається неприємним. Nintendo принесла офіційні вибачення та відкликала модифіковані копії, заявивши, що причиною інциденту стала бездротова функція, яка автоматично передає крилаті фрази між іграми.

## Відгуки
| Агрегатор    | Оцінка |
| ------------ | ------ |
| GameRankings | 86%    |
| Metacritic   | 86/100 |

| Видання                   | Оцінка |
| ------------------------- | ------ |
| 1Up.com                   | A      |
| Computer and Video Games  | 9.0/10 |
| Electronic Gaming Monthly | 7.8/10 |
| Eurogamer                 | 8/10   |
| Famitsu                   | 37/40  |
| GamePro                   | [ 22 ] |
| GameSpot                  | 8.4/10 |
| GameSpy                   | [ 24 ] |
| IGN                       | 8.8/10 |
| Nintendo Power            | 9.5/10 |
| Nintendo World Report     | 9.5/10 |

Animal Crossing: Wild World отримала позитивні відгуки, набравши загальну оцінку 86 із 100 на Metacritic.
Деякі огляди вважають, що Wild World не повністю розширює те, що може запропонувати Animal Crossing, посилаючись на зміни як на поступові. Хоча деяким рецензіям сподобалося використання кнопок Nintendo DS або сенсорного екрана для керування грою, Nintendo World Report вважають, що використання сенсорного екрана для керування персонажем гравця було «неточним», а IGN вважає, що «Nintendo так не беріть гру шляхом, який користується перевагами сенсорного керування». Відсутність знайомих свят, які були видалені, щоб полегшити процес локалізації, також було піддано критиці.
Додавання онлайн-ігри було схвалено багатьма критиками. Computer and Video Games вважають, що онлайн-гра «розширює досвід до справжніх соціальних ігор», а IGN заявили, що «Nintendo дали нам усе, що ми просили, граючи у версію GameCube: набагато більш інтуїтивно зрозумілий спосіб обміну предметами та насолоджуватися творіннями інших гравців. І, принаймні, компанія досягла успіху». Однак багатокористувацьку гру також критикували за її виснажливу реалізацію та сумнівні обмеження, зокрема вимогу кодів друзів і неможливість надсилати пошту іншим гравцям, якщо вони не відвідують село цієї людини. Інші згадані онлайн-дивацтва включають зникнення всіх мешканців тварин під час візиту і той факт, що північноамериканські та європейські гравці не можуть зв'язатися з японськими гравцями. Продюсер Wild World Кацуя Егучі заявив, що ці обмеження пов'язані з обмеженнями апаратного забезпечення та пам'яті.
Під час 9-ї щорічної церемонії нагородження Interactive Achievement Awards Академія інтерактивних мистецтв і наук номінувала Animal Crossing: Wild World на «Гру-симулятор року». У 2009 році Official Nintendo Magazine назвали гру «Блискучою!», поставивши її на 23 місце в списку найкращих ігор Nintendo.

### Продажі
1 грудня 2005 року Media Create оголосили, що Animal Crossing: Wild World було продано 325 460 копій в Японії за перший тиждень доступності, перевершивши попередню позначку, встановлену Jump Super Stars, і ставши бестселером для Nintendo DS, до виходу Brain Age 2. Станом на 2008 рік це була 29-та найбільш продавана гра в Японії, до липня того ж року було продано 4,7 мільйона копій. Асоціація видавців програмного забезпечення для розваг і дозвілля (ELSPA) отримала нагороду «Подвійна платина» від продажів, що свідчить про продажі щонайменше 600 000 копій у Сполученому Королівстві.
Станом на 31 березня 2016 року «Wild World» було продано 11,75 мільйонів копій по всьому світу.

### Спадщина
Елементи з Wild World представлені в перехресному файтингу Super Smash Bros. Brawl для Wii 2008 року, наприклад сцена, заснована на селі з гри під назвою «Smashville», яка змінює декорації відповідно до системного годинника консолі, та кілька реміксів музичних треків.